# بارا بريث
بارا بريث (بالإنجليزية: Bara brith)‏ هو خبز شاي ويلزي تقليدي بنكهة الشاي والفواكه المجففة والتوابل.

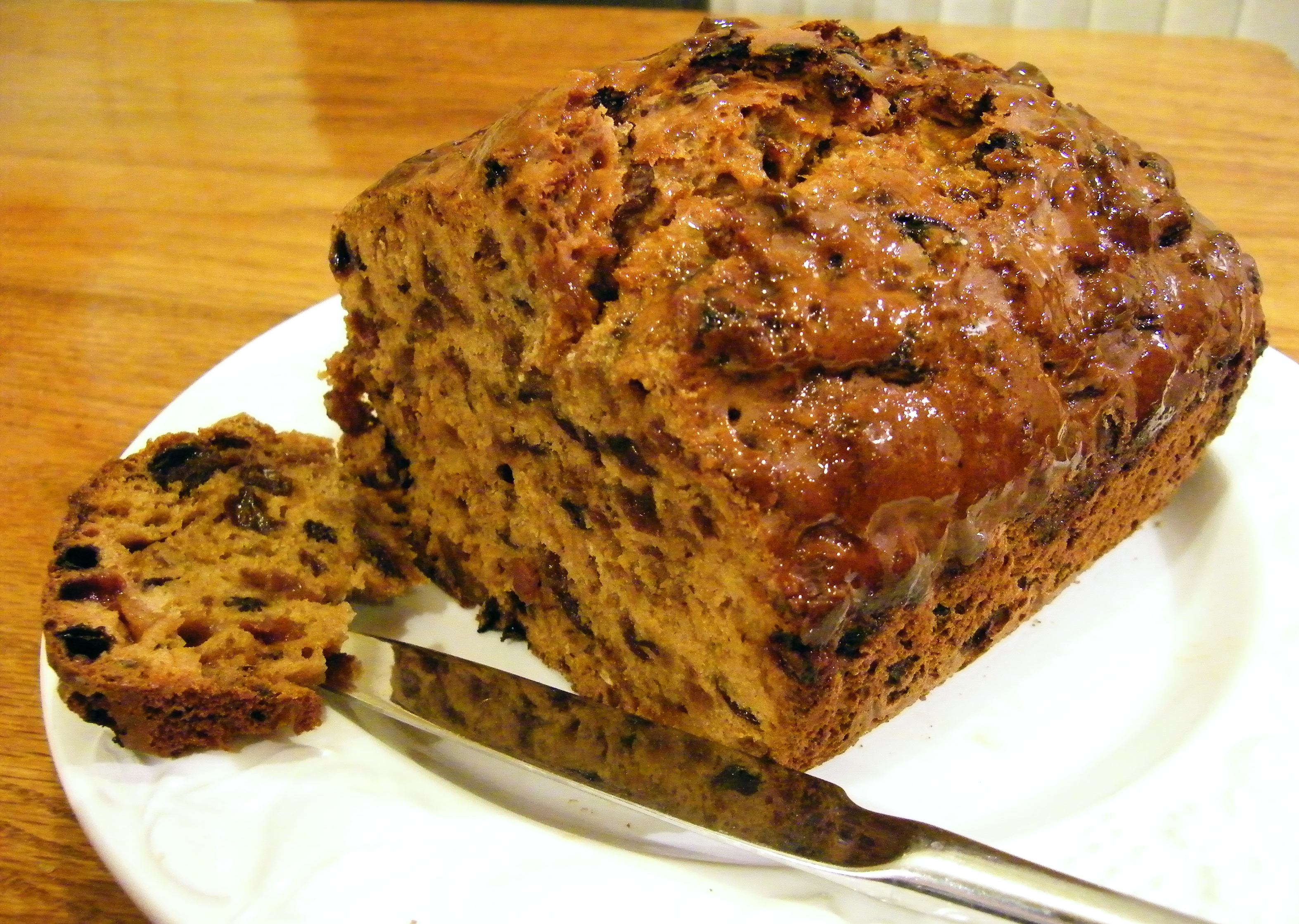
بريث، خبز ويلزي تقليدي

أدى انخفاض شعبيته إلى قيام سوبر ماركت موريسونز بإزالته من رفوفه في عام 2006، وبعد عام أظهر استطلاع أن 36٪ من المراهقين في ويلز لم يجربوه مطلقًا. وقد دافع عنها لاحقًا طهاة مشهورون مثل برين ويليامز. تم إجراء العديد من الاختلافات في براعم البراعم، بما في ذلك تغييرها إلى شوكولاتة إلى آيس كريم.

## الوصفة
يُصنع الخبز عن طريق خلط الدقيق (إما أبيض أو ذاتي التخمير)، والخميرة (إذا لم يتم استخدام الدقيق ذاتي التخمير)، والزبدة، والفواكه المجففة المختلطة (مثل الزبيب، والكشمش، والزبيب)، والتوابل المختلطة والبيض. تفضل بعض الوصفات نقع الفاكهة المجففة في الشاي طوال الليل قبل الخبز. ثم ثبت أن هذا الخليط يسمح بالتخمير. بعد فترة أولية، يُخرج الهواء من الخليط ويُسمح له بالثبات مرة أخرى. يمكن أن تستغرق فترة التحضير هذه ما يصل إلى ساعتين، بما في ذلك الوقت المتبقي لمزيج الخبز. ثم تُخبز في الفرن. يتم تقديم بارا بريث تقليديًا في وقت الشاي جنبًا إلى جنب مع الشاي. يتم تقديمه عادة في شرائح مع الزبدة على جانب واحد.